# Parti social-démocrate (Algérie)
Pour les autres articles nationaux ou selon les autres juridictions, voir Parti social-démocrate.
Le Parti Social Démocrate (PSD) est un parti politique algérien. 
Il a été fondé le 2 mars 1989 par Abderrahmane Adjerid et Youcef MekkiIkhlef. Il est le premier parti politique officiellement agréé depuis le pluripartisme instauré en 1989. Il est le premier également à être invité à la plus grande émission politique télévisée algérienne « Face à la presse » .

## Histoire

### Origine
Le parti, créé sous la devise « Liberté, Travail, Progrès », regroupait des entrepreneurs et avocats de l'Association des créateurs d’entreprises (ACE) et des intellectuels progressistes conduits par Hamidi Khodja. 

## Idéologie et revendications
Parti favorable à la liberté d'entreprise, il réclamait une plus grande implication de l'État dans les secteurs stratégiques publics. Le parti se voulait centriste, refusant capitalisme et socialisme et favorable à un islam moderne. Il était très proche en matière économique des grandes lignes du gouvernement.
Abderrahmane Adjerid est exclu du parti en 1990.